# Coro Monteverdi
El Coro Monteverdi (en inglés: Monteverdi Choir) es un coro fundado en 1964 por John Eliot Gardiner para una interpretación de Vespro della Beata Vergine 1610 en la capilla del King's College, Cambridge. Especialista en música del Barroco y del Clasicismo, el coro se ha hecho famoso por sus convicciones estilísticas y extenso repertorio, que comprende desde música de los inicios del Barroco hasta música del siglo XX.

## Bach Cantata Pilgrimage
En 2000, el Coro, con los Solistas Barrocos Ingleses, emprendieron una gira ambiciosa, la Bach Cantata Pilgrimage (Peregrinación de las cantatas de Bach), donde interpretaron todas las cantatas sacradas de J.S. Bach en más de sesenta iglesias en Europa para conmemorar el 250.º aniversario de la muerte del compositor. Se hicieron grabaciones durante este recorrido con el sello del propio Sir John Eliot Gardiner, Soli Deo Gloria.

## Discografía selecta
Nota: Esta discografía es incompleta. Todas las grabaciones mencionadas son con los Solistas Barrocos Ingleses, dirigido por John Eliot Gardiner, salvo que se diga otra cosa.

### Johann Sebastian Bach

#### Cantatas
- Cantatas de Pascua: BWV 6: Bleib bei uns, denn es will Abend werden, 66 — 2000 (Archiv Produktion 463 580-2)
- Cantatas: BWV 106, 118/231, 198: Laß, Fürstin, laß noch einen Strahl — 1990 (Archiv Produktion 463 581-2)
- Cantatas para el tercer domingo después de la Epifanía: BWV 72, 73, 111, 156 — 2000 (Archiv Produktion 463 582-2)
- Cantatas para el Día de la Ascensión: BWV 43, 128, 37, 11 — 2000 (Archiv Produktion 463 583-2)
- Cantatas Whitsun: BWV 172, 59, 74, 34 — 2000 (Archiv Produktion 463 584-2)
- Cantatas para la Fiesta de la Candelaria: BWV 83, 82: Ich habe genug, 125, 200 — 2000 (Archiv Produktion 463 585-2)
- Cantatas: BWV 98, 139, 16 — 2000 (Archiv Produktion 463 586-2)
- Cantatas: BWV 140: Wachet auf, ruft uns die Stimme, 147 — 1992 (Archiv Produktion 463 587-2)
- Cantatas de Adviento: BWV 61, 36, 62 — 1992 (Archiv Produktion 463 588-2)
- Cantatas de Navidad: BWV 63, 64, 121, 133 — 2000 (Archiv Produktion 463 589-2)
- Cantatas para el noveno domingo después de la Trinidad: BWV 94, 168, 105 — 2000 (Archiv Produktion 463 590-2)
- Cantatas para el onceno domingo después de la Trinidad: BWV 179, 199: Mein Herze schwimmt im Blut, 113 — 2000 (Archiv Produktion 463 591-2)
- Cantatas para el segundo domingo después de la Epifanía: BWV 155, 3, 13 y Cantatas para el 4.º domingo después de la Epifanía: BWV 81, 14, 26, Motete BWV 227 (2 CD) — 2005 (SDG 115)
- Cantatas para la Fiesta de San Juan el Bautista: BWV 167, 7, 30 y Cantatas para el primer domingo después de la Trinidad: BWV 75, 20, 39 (2 CD) — 2005 (SDG 101)
- Cantatas para el 15.º domingo después de la Trinidad: BWV 138, 99, 51, 100 y Cantatas para el 16.º domingo después de la Trinidad: BWV 161, 27, 8: Liebster Gott, wenn werd ich sterben?, 95 (2 CD) —2005 (SDG 104)
- Cantatas para el tercer domingo después de Pascua (Jubilate): BWV 12, 103, 146 y Cantatas para el cuarto domingo después de Pascua: BWV 166, 108, 117 (2 CD) — 2005 (SDG 107)
- Cantatas para el 19.º domingo después de la Trinidad: BWV 48, 5, 90, 56 y Cantatas para la fiesta de la Reforma: BWV 79, 192, 80: Ein feste Burg ist unser Gott (2 CD) — 2005 (SDG 110)
- Alles mit Gott, BWV 1127 & Arias y Coros de las Cantatas BWV 71, 78, 151, 155, 159, 182, 190 — 2005 (SDG 114)
- Cantatas para el día de Navidad & para el segundo día de Navidad: BWV 91, 121, 40, 110 — 2005 (SDG 113)

#### Otras obras
- Misa en si menor, BWV 232 — 1985 (Archiv Produktion 415 514-2)
- Pasión según san Mateo, BWV 244 — 1989 (Archiv Produktion 427 648-2)
- Pasión según San Juan, BWV 245 — 1986 (Archiv Produktion 419 324-2)
- Magníficat, BWV 243 y Cantata: BWV 51 Jauchzet Gott in allen Landen (con Emma Kirkby) — 1985 (Philips Classics 464 672-2)

### Otros compositores

#### Claudio Monteverdi
- Vespro della Beata Vergine 1610 y Magnificat a sei voci — 1990 (Archiv Produktion 429 565-2)
- Vespro della Beata Vergine (1610) y Motetes de Giovanni Gabrieli, Giovanni Bassano & Claudio Monteverdi (2 CD) — 1994 (Decca)

#### Antonio Vivaldi
- Gloria en Re mayor, RV 589 — 2001 (Philips Classics 462 597-2)

#### Georg Friedrich Händel
- El Mesías — 1982 (Philips Classics 411 041-2)
- Dixit Dominus —2001 (Philips Classics 462 597-2)

#### Christoph Willibald Gluck
- Orfeo y Eurídice — 1993 — Philips Classics 434 093-2

#### Joseph Haydn
- Las estaciones, Hob. XXI:3 — 1992 (Archiv Produktion 431 818-2)
- La creación, Hob. XXI:2 — 1996 (Archiv Produktion 449 217-2)

#### Wolfgang Amadeus Mozart
- Réquiem, KV 626 y Kyrie en re menor, KV 341 — 1986 (Philips Classics)
- Misa en do menor, "Gran" Misa, K. 427 — 1986 (Philips Classics)
- Idomeneo, rey de Creta — 1991 (Archiv Produktion 431 674-2)
- La clemenza di Tito — 1991 (Archiv Produktion 431 806-2)
- El rapto en el serrallo — 1992 (Archiv Produktion 435 857-2)
- Così fan tutte — 1993 (Archiv Produktion 437 829-2)
- Las bodas de Fígaro — 1994 (Archiv Produktion 439 871-2)
- Don Giovanni — 1995 (Archiv Produktion 445 870-2)
- La flauta mágica — 1996 (Archiv Produktion 449 166-2)

#### Ludwig van Beethoven
- Missa Solemnis, op. 123 — 1990 (Archiv Produktion 429 779-2)
- Misa en Do, op. 86, "Ah! perfido". "Per pietà" op. 65, y Kantate op. 112: Meeresstille und glückliche Fahrt — 1992 (Archiv Produktion 435 391-2)
- Sinfonía n.º 9 en re menor, op. 125 — 1994 (Archiv Produktion 447 074-2)

#### Carl Maria von Weber
- Oberón — 2005 — Philips Classics 4756563

#### Franz Schubert
- Misa en La bemol, D. 678, Hymnus an den Heiligen Geist, D. 948, Psalm 92, D. 953: Lied für den Sabbath, Stabat mater, D. 175 - 1999 - Philips Classics 456 578-2

#### Hector Berlioz
- Messe solennelle — 1994 — Philips Classics 442 137-2
- Harold en Italie, Tristia — 1996 — Philips Classics 446 676-2

#### Robert Schumann
- Das Paradies und die Peri, Requiem für Mignon, Nachtlied — 1999 — Archiv Produktion 457 660-2

#### Giuseppe Verdi
- Requiem, Quattro Pezzi Sacri — 1995 — Philips Classics 442 142-2
- Falstaff — 2001 — Philips Classics 462 603-2

#### Otras grabaciones
- Music of the Chapels Royal (música de Henry Purcell, Matthew Locke, John Blow, y Pelham Humfrey) — 2002 (apex 0927 44352 2)
- Membra Jesu Nostri por Buxtehude y O bone Jesu, fili Mariae (SWV 471), un concierto sacro por Schütz (Archiv Produktion 447 298-2)